# شيلي بينيت
شيلي بينيت (بالإنجليزية: Shelley Bennett)‏ هي ممثلة أمريكية، ولدت في 14 أكتوبر 1981 في إنديانا في الولايات المتحدة.

## وصلات خارجية
- الموقع الرسمي
- شيلي بينيت على موقع IMDb (الإنجليزية)